# Vokkaliga
Vokkaliga (Kannada: ಒಕ್ಕಲಿಗ) (pronunciato Okkaliga) è un termine ombrello per diversi gruppi sociali endogami della regione di vecchio stato di Mysore (1947–1973), di Bangalore meridionale, Bangalore, il Kolar rurale, Ramanagara e dell'Hassan del Karnataka meridionale.
Formano una casta politicamente e numericamente dominante ed erano il gruppo più diffuso fino alla legge della riorganizzazione degli stati del 1956 che allargò il vecchio stato di Mysore includendo  i distretti del Kannada dello stato di Bobay, di Hydebarad e Coorg (lo stato di Mysore nel 1973 fu rinominato in Karnataka) e così facendo, i Liṅgāyat sono diventato il gruppo predominante nel Karnataka settentrionale.
Insieme le due comunità dominano la politica del Karnataka.

## Sottogruppi
- Hosadevara Vokkaliga (Hosadevaru/Bandidevaru Vokkaliga)
- Gangadikara (Gangatkar) Vokkaliga
- Morasu Vokkaliga
- Sarpa Vokkaliga
- Namadhari Gowdas
- Kunchitiga Vokkaliga
- Kodagu e Dakshina Kannada Gowdas